# Ontlening (taalkunde)
Ontlening is het taalkundig fenomeen dat een taalelement uit de ene taal (brontaal genoemd) wordt overgenomen in een andere, de doeltaal. Het gaat daarbij om min of meer letterlijk overgenomen woorden en uitdrukkingen, in de vorm van leenwoorden en leenvertalingen, en om taalelementen als grammatica en zinsbouw. De meest voorkomende ontleningen in het Nederlands zijn afkomstig uit het Engels, het Frans en het Duits. Veel van deze ontleningen worden breed geaccepteerd. Waar mensen ontleningen als ongewenst ervaren wordt gesproken van respectievelijk anglicismen, gallicismen, en germanismen.
Ontlening komt op bepaalde niveaus veelvuldiger dan op andere. Zo is ontlening van klanken of van zinsbouw veel minder frequent dan die van woorden. Daarbij zijn de meeste leenwoorden zelfstandige naamwoorden.

## Soorten ontleningen
Taalwetenschappers maken een onderscheid tussen noodzakelijke en niet-noodzakelijke ontleningen, ook wel het verschil tussen kern- en culturele ontleningen genoemd. Bij noodzakelijke ontleningen wordt een nieuw concept samen met een taalelement ontleend aan de brontaal. Voorbeelden hiervan zijn computer en kangoeroe. In het geval van een niet-noodzakelijke ontlening bestaat er al een woord in de doeltaal waarvan de betekenis min of meer identiek is. Een voorbeeld hiervan is strugglen, waarvoor het Nederlandse worstelen ook gebruikt zou kunnen worden. 
Deze onderverdeling kent wel problemen. Zo kan er een verschil in mening zijn over de vraag of een woord een noodzakelijke of niet-noodzakelijke ontlening is. Dit is bijvoorbeeld het geval met backpack in het Nederlands. Als vervanger van het woord rugzak is het een niet-noodzakelijke ontlening, maar wanneer er een specifiek type grote rugzak voor trektochten mee wordt bedoeld, kan het worden opgevat als noodzakelijke ontlening. Ook kunnen woorden beginnen als niet-noodzakelijke ontlening maar zich door de tijd ontwikkelen tot noodzakelijke ontlening. Een voorbeeld hiervan kan het Engelse awkward zijn. Aanvankelijk had dat eenzelfde betekenissfeer als het Nederlandse ongemakkelijk en het Franse leenwoord gênant, maar er lijkt nu sprake van te zijn dat de gebruiksmogelijkheden van deze woorden subtiel verschillen. Ten slotte zit er een impliciet oordeel in de benaming 'niet-noodzakelijk', dat voorbijgaat aan de sociale en pragmatische dimensies van ontleningen. Daartegenover staat dat 'noodzakelijk' suggereert dat er geen andere oplossing mogelijk is dan een ontlening. Dat is zelden het geval, omdat naast direct ontlening ook leenvertaling of nieuwvorming opties zijn.

## Lexicon

### Leenwoorden
Bij een leenwoord zijn zowel woordvorm als woordbetekenis aan een vreemde taal ontleend, bijvoorbeeld computer, of tafel. 
De term Lehnwort stamt uit de negentiende eeuwse Duitse taalkunde, en vond ingang in andere talen; de taalkundige term "leenwoord" is in het Nederlands dus zelf ook een voorbeeld van een leenwoord. Een leenwoord dat door talrijke talen is overgenomen heet een zwerfwoord - de term is overigens een leenvertaling uit Duits Wandelwort.
Bij een bastaardwoord wijzigt de doeltaal het ontleende woord, om het in te passen in haar eigen woordenschat. 
Tatsam-woorden zijn vrij kunstmatig gemunt vanuit een dode taal, zoals Latijn, Oudgrieks of Sanskriet, om een nieuw, bijvoorbeeld wetenschappelijk begrip te benoemen.

### Leenbetekenissen
Wanneer een woord in een brontaal en doeltaal een oorspronkelijke betekenis gemeen heeft, kan een bijkomende betekenis van het brontaalwoord overgedragen worden naar het doeltaalwoord. Zo betekende hemel in de Germaanse talen aanvankelijk alleen "de lucht boven ons"; bij de kerstening van het middeleeuwse Europa werd de betekenis "het bovenaardse" daaraan toegevoegd. Het Latijnse equivalent, caelum had namelijk beide betekenissen.

### Leenvertalingen
Wanneer de sprekers van de doeltaal ook vertrouwd zijn met de brontaal van het te ontlenen begrip, vertalen zij de verschillende elementen van het begrip soms woord voor woord. Zo ontstaan leenvertalingen. Deze vertalingen zijn steeds samenstellingen of afleidingen en kunnen op hun beurt gevormd worden met ontleend materiaal. Het Latijnse paen(e)-insula is bijvoorbeeld letterlijk in het Nederlands overgezet tot "schier-eiland" (de koppeltekens zijn hier toegevoegd om de structuur aan te geven).

## Syntaxis
- Elementen uit de zinsbouw van de ene taal kunnen worden overgenomen in de andere. Zo komt in het huidige Nederlands, vanuit het Engels, veelvuldig de combinatie <voorzetsel + afhankelijke bijzin> voor:

We braken ons het hoofd over hoe we nu verder moesten
heeft 
We braken ons het hoofd over de vraag hoe we nu verder moesten
goeddeels verdrongen.
- In de renaissance namen auteurs als P.C. Hooft constructies uit het Latijn over, die echter in de loop der eeuwen weer minder frequent werden:

Den Bisschoppe van Luik gewarde de stadt Bouillon; blyvende nochtans de zaak van Sedan in haar geheel.
(Aan de Bisschop van Luik viel de stad Bouillon ten deel, terwijl nochtans bij Sedan de zaak intact bleef.
- Sommige van deze deelwoordconstructies zijn echter een eigen leven gaan leiden als Nieuwnederlandse voorzetsels:

gedurende, hangende.

## Vormleer
Ontleende vormelementen passen zich aan aan de ontvangende taal. Zo gebruiken Nederlandssprekenden het meervoud testen, met een Nederlandse meervoudsuitgang, naast tests:
De resultaten van de testen/tests worden morgen verwacht, dus iedereen houdt de adem in!
Toch kunnen morfemen ook ongewijzigd worden ontleend, zoals recent in het Engels het Duitse voorvoegsel über, waar het Engels in die betekenis reeds beschikt over over en (Amerikaans) overly. Veel ouder is het Latijnse super- in bijvoorbeeld Engels superpower en Nederlands "supermacht".
Oudere ontleningen zijn vaak nauwelijks meer als vreemd element herkenbaar: aarts- komt uit het Latijn, -ij uit het Frans, maar we combineren ze in Nederlandse woorden als "aartsvijand", "heerschappij".

## Klankleer
De klanken in een geleend taalelement passen zich vaak aan aan de fonotaxis en de fonologie van de ontlenende taal. Nederlanders spreken the kids uit als "de kits", Amerikaanse journalisten spreken van "Tibilisi" als zij de stad Tbilisi bedoelen, en het Nederlands voegde in het oorspronkelijke Sanskrt een /i/ in: "Sanskriet".
Toch worden klanken wel ontleend, en met name in mengtalen, waardoor in eerste instantie een "accent" ontstaat, zoals dat van Indische Nederlanders: zij spreken de eind-/h/ in adoeh uit, overeenkomstig de donortaal, het Indonesisch.
Ook een klemtoon kan ontleend worden. Zo is de Nederlandse eindklemtoon, in woorden als eigenares, geen oorspronkelijk Nederlands verschijnsel: toen er woorden op -es uit het Frans werden geleend, kwam de eindklemtoon mee. Aangenomen wordt dat deze eindklemtoon vervolgens invloed heeft gehad op woorden die eindigden op het Nederlandse -in: ook dat achtervoegsel kreeg de klemtoon, hetgeen oorspronkelijk niet het geval was geweest. (Vergelijk Duits Königin met Nederlands koningin.)

## Onderzoek naar ontleningen
Het fenomeen 'ontlening' is al sinds de zeventiende eeuw bekend in de (taal)wetenschap, hoewel in die periode bijvoorbeeld over kunstwoorden of  schuymwoorden werd gesproken in plaats van leenwoorden. Sinds de vroege twintigste eeuw wordt er structureel wetenschappelijk onderzoek gedaan naar leenwoorden, vaak (maar niet altijd) met het motief om de taal van zulke buitenlandse taalinvloed te zuiveren.
In de eenentwintigste eeuw spelen in ieder geval vijf problemen binnen het wetenschappelijke onderzoek naar leenwoorden:
- het inbeddingsprobleem ('embedding problem') heeft aan de ene kant betrekking op de manier waarop taalkundige eigenschappen uit de brontaal geïntegreerd worden in de doeltaal, en aan de andere kant op de wijze waarop sociale factoren een rol spelen bij het ontleningsproces.
- het begrenzingsprobleem ('constraint problem') onderzoekt de vraag of er beperkingen zijn aan hoe en wat er geleend kan worden
- het actualiseringsprobleem ('actuation problem') bestudeert hoe en wanneer ontleningen een doeltaal binnenkomen
- het transitieprobleem ('transition problem') bekijkt hoe ontleningen zich verspreiden door taalkundige systemen en groepen taalgebruikers
- het evaluatieprobleem ('evaluation problem') onderzoekt hoe ontleningen worden ervaren door verschillende groepen taalgebruikers.[2]